# US Open de 1990
O US Open de 1990 foi um torneio de tênis disputado nas quadras duras do USTA Billie Jean King National Tennis Center, no Flushing Meadows-Corona Park, no distrito do Queens, em Nova York, nos Estados Unidos, entre 27 de agosto e 9 de setembro. Corresponde à 23ª edição da era aberta e à 110ª de todos os tempos.

## Finais

### Profissional
| Categoria | Evento    | Campeã(s)(o/ões)                        | Vice-campeã(s)(o/ões)       | Resultado     | Chave(s)  | Chave(s)       |
| --------- | --------- | --------------------------------------- | --------------------------- | ------------- | --------- | -------------- |
| Simples   | Masculino | Pete Sampras                            | Andre Agassi                | 6–4, 6–3, 6–2 | principal | qualificatório |
| Simples   | Feminino  | Gabriela Sabatini                       | Steffi Graf                 | 6–2, 7–6      | principal | qualificatório |
| Duplas    | Masculino | Pieter Aldrich Danie Visser             | Paul Annacone David Wheaton | 6–2, 7–6, 6–2 | principal | principal      |
| Duplas    | Feminino  | Gigi Fernández Martina Navrátilová      | Jana Novotná Helena Suková  | 6–2, 6–4      | principal | principal      |
| Duplas    | Misto     | Elizabeth Sayers Smylie Todd Woodbridge | Natalia Zvereva Jim Pugh    | 6–4, 6–2      | principal | principal      |

### Juvenil
| Categoria | Evento    | Campeã(s)(o/ões)                | Vice-campeã(s)(o/ões)            | Resultado     | Chave(s)  | Chave(s)       |
| --------- | --------- | ------------------------------- | -------------------------------- | ------------- | --------- | -------------- |
| Simples   | Masculino | Andrea Gaudenzi                 | Mikael Tillström                 | 6–2, 4–6, 7–6 | principal | qualificatório |
| Simples   | Feminino  | Magdalena Maleeva               | Noëlle van Lottum                | 7–5, 6–2      | principal | qualificatório |
| Duplas    | Masculino | Sébastien Leblanc Greg Rusedski | Marten Renström Mikael Tillström | 6–7, 6–3, 6–4 | principal | principal      |
| Duplas    | Feminino  | Kristin Godridge Kirrily Sharpe | Erika de Lone Lisa Raymond       | 4–6, 7–5, 6–2 | principal | principal      |

### Outros eventos
| Categoria         | Evento    | Campeã(s)(o/ões)                 | Vice-campeã(s)(o/ões)           | Resultado     | Chave     | Chave     |
| ----------------- | --------- | -------------------------------- | ------------------------------- | ------------- | --------- | --------- |
| Simples convidado | Masculino | Sandy Mayer                      | Tom Gullikson                   | 6–4, 6–4      | principal | principal |
| Duplas convidadas | Masculino | Tom Gullikson Dick Stockton      | Mark Edmondson Sherwood Stewart | 6–7, 7–6, 6–4 | principal | principal |
| Duplas convidadas | Feminino  | Rosemary Casals Billie Jean King | Wendy Turnbull Virginia Wade    | 2–6, 6–4, 6–3 | principal | principal |